# Mathieu von Rohr
Mathieu von Rohr (* 1978 in Lausanne) ist ein Schweizer Journalist. Er ist Leiter des Ressorts „Ausland“ beim Spiegel.

## Leben
Von Rohr wuchs in Olten auf. In Basel arbeitete er ab 2000 als Reporter in der Redaktion der Basler Zeitung. Er studierte an der Universität Basel Germanistik und Geschichte. Ab 2004 besuchte er die Henri-Nannen-Journalistenschule in Hamburg. Während seiner Ausbildung berichtete er für den Spiegel in Thailand über die Folgen des Tsunami 2004 und schrieb für Die Zeit und Das Magazin.
Seit 2006 ist er Auslandsreporter beim Spiegel. Er berichtete für den Spiegel zunächst weltweit, unter anderem über den Gaza-Krieg 2008, aus Kaschmir und über den Drogenkrieg in Mexiko. Während des Arabischen Frühlings berichtete er aus Tunesien und Ägypten über den Sturz der Diktatoren Zine el-Abidine Ben Ali und Husni Mubarak.
2011 wurde von Rohr Leiter des Pariser Spiegel-Büros. Er berichtete über die französische Politik und Gesellschaft, insbesondere über die Präsidenten Nicolas Sarkozy und François Hollande, den Aufstieg von Marine Le Pen und über die Eurokrise. Im Mai 2014 übernahm er die stellvertretende Leitung des Ressorts Ausland., seit 2016 gehört er zu den Autoren des täglichen Newsletters „Die Lage am Morgen“.
Seit April 2019 ist von Rohr der Leiter des Ressorts Ausland. Er vollzog die Fusion der Auslandsteams von Spiegel und Spiegel Online und verantwortete unter anderem die Berichterstattung des Spiegel über die Präsidentschaft von Donald Trump oder den russischen Angriffskrieg auf die Ukraine.
Er ist Dozent an der Schweizer Journalistenschule MAZ. und war Jurymitglied des Schweizer Reporterpreises.

## Auszeichnungen
2009 war er mit einer Reportage über den Drogenkrieg in der Stadt Ciudad Juárez für den Egon-Erwin-Kisch-Preis vornominiert, 2012 für eine Reportage über den Ursprung der tunesischen Revolution in der Stadt Sidi Bouzid. 2011 wurde Im Innern des Weltwissens, sein Porträt der Wikipedia und ihrer Akteure, beim Axel-Springer-Preis 2011 als "herausragende Leistung" lobend erwähnt und mit dem Goldenen Maulwurf 2010 ausgezeichnet. 2013 erhielt er mit seinen Ko-Autoren vom Spiegel den Ernst-Schneider-Preis für den Artikel Die Kuhhändler, die Rekonstruktion einer Sitzung des Europäischen Rats.